# Constantin Ion Parhon
Constantin Ion Parhon (Câmpulung Muscel, 1874. október 15. – Bukarest, 1969. augusztus 9.) román orvos, endokrinológus, ideggyógyász, 1948. április 13. és 1952. június 2. között a Román Népköztársaság Nagy Nemzetgyűlésének elnöke. 

## Életpályája
Középiskolai tanulmányait Foksányban, Buzăuban és Ploieștien folytatta, 1892-ben érettségizett. 1893-1900 között orvostudományt tanult a bukaresti egyetemen és 1900-ban elnyerte az orvostudományok doktora címet Contribuțiuni la studiul tulburărilor vazomotorii în hemiplegie című értekezésével.
A tanulmányi idő alatt külsős, majd rezidens orvosként dolgozott különböző bukaresti kórházakben. A diploma megszerzése után orvosként dolgozott a Dâmbovița megyei Rallet Falukórházban (1901-1902), majd segédorvosként a bukaresti Pantelimon Kórházban (1903-1909). Ebben az időszakban a bukaresti Ideggyógyászati Klinika docense lett (1903), majd egy évre Münchenbe utazott továbbképzésre (1906). 1909 és 1912 között főorvosként dolgozott a Mărcuța menhelyen.
1913-1933 között a iași-i orvostudományi karon a neurológia és pszichiátria egyetemi tanára volt, majd 1933–1940, illetve 1944–1958 között a bukaresti orvostudományi karon klinikai endokrinológiát adott elő. Felsőoktatási tevékenységével párhuzamosan a Iași-i Socola Kórház igazgatói tisztségét is betöltötte (1917-1930), illetve Bukarestben az Ideg-, elme- és endokrinológiai betegségek intézetének volt az igazgatója (1930-1940).
1928-ban a Román Akadémia levelező tagjává, 1939-ben rendes taggá és tiszteletbeli elnökké választották. Tagja volt a bukaresti Orvosi Akadémiának (1935), tiszteletbeli tagja az Orvostudományi Akadémiának (1969), alapító tagja a bukaresti Anatómiai Társaságnak, a Biológiai Társaságnak, illetve a Román Neurológiai, Pszichiátriai, Pszichológiai és Endokrinológiai Társaságnak. Tiszteletbeli tagja volt a szovjet, bolgár, és keletnémet akadémiának, illetve a Magyar Tudományos Akadémiának, valamint több külföldi tudományos társaságnak. 1948-ban a prágai egyetem díszdoktorává avatták.

## Politikai pályafutása
Parhon – saját bevallása szerint – fiatalkorában Karl Marx műveinek hatására harcos szocialistává vált. Egyike alapítója volt a rövid életű Munkáspártnak, amely 1919-ben összeolvadt a Parasztpárttal. Nem sokkal a fúzió után Parhon többedmagával kilépett a Parasztpártból és a Román Kommunista Párt támogatójává vált.
Elsőként írta alá azt a felhívást, amely Románia kiugrását szorgalmazta a fasiszta szövetségből. 1944-1967 között a Román-Szovjet Kapcsolatok Egyesületének (ARLUS) elnöke lett. 1946 és 1964 között megszakítás nélkül képviselő volt.
A Román Népköztársaság kikiáltása után (1947. december 30.) Constantin Ion Parhont a Román Népköztársaság Elnökségének elnökévé választották. Ez a képviselők által választott testület ideiglenesen az államelnöki szerepet töltötte be, tagjai Mihail Sadoveanu, Ștefan Voitec, Gheorghe Stere és Ion Niculi voltak. 1948. április 13. és 1952. június 2. között Parhon az államfői tisztséggel egyenértékű pozíciót, a Nagy Nemzetgyűlés elnöki tisztségét töltötte be. 1952 júniusától felhagyott a politikai tevékenységgel és kizárólag a kutatással foglalkozott.
1949–1957 között az Endokrinológiai Intézet, 1952–1957 között a Geriátriai Intézet Igazgatója volt. A Szocialista munka hőse címmel tüntették ki. 

## Művei
- Secrețiile Interne. (Moise Goldsteinnal), 1909
- Manual de endocrinologie. [Endokrinológiai kézikönyv] (3 kötet, Moise Goldsteinnal és Ștefan Milcuval), 1945–1949
- Bătrânețea și tratamentul ei. [Az öregség és kezelése]
- Biologia vârstelor. [Az életkorok biológiája] 1955
- Opere alese. [Válogatott művei] 5 kötet, 1954-1962

## Fordítás
- Ez a szócikk részben vagy egészben a Constantin Ion Parhon című román Wikipédia-szócikk ezen változatának fordításán alapul.  Az eredeti cikk szerkesztőit annak laptörténete sorolja fel. Ez a jelzés csupán a megfogalmazás eredetét és a szerzői jogokat jelzi, nem szolgál a cikkben szereplő információk forrásmegjelöléseként.

## A román cikk forrásai
- Personalități românești ale științelor naturii și tehnicii București: Editura Științifică și enciclopedică. 1982
- Adrian Cioroianu: Pe umerii lui Marx. O introducere în istoria comunismului românesc. București: Editura Curtea Veche. 2005
- Vasile Niculae, Ion Ilincioiu, Stelian Neagoe: Doctrina țărănistă în România. Antologie de texte. București: Editura Noua. 1994